# Piotr Machnik
Piotr Machnik – polski pianista i pedagog.
Absolwent Akademii Muzycznej w Krakowie (klasa prof. Stefana Wojtasa, dyplom z wynikiem celującym w 1999). Doktor habilitowany, prowadzi klasę fortepianu na tej uczelni. Laureat międzynarodowych konkursów pianistycznych, w tym I nagrody Międzynarodowego Konkursu Muzycznego im. Marii Canals w Barcelonie (2004). Uczestnik II etapu XIV Międzynarodowego Konkursu Pianistycznego im. Fryderyka Chopina w Warszawie (2000).